# Gyógyszerjelölt
A gyógyszerjelölt olyan készítmény, amelynek gyógyszerként való forgalmazása (adott indikációra) még nincs engedélyezve. A felfedezéstől a gyógyszertárak polcáig klinikai vizsgálatok Archiválva 2020. november 30-i dátummal a Wayback Machine-ben útján juthat el, amelyek során vagy önmagában, vagy (a III. fázisban) más vizsgálati gyógyszerekkel összehasonlítva ellenőrzik a hatásosságát Archiválva 2021. január 16-i dátummal a Wayback Machine-ben és a biztonságosságát Archiválva 2020. december 3-i dátummal a Wayback Machine-ben. Az illetékes hatóság (Magyarország esetében az OGYÉI) ezek alapján adhatja meg a forgalomba hozatali engedélyt Archiválva 2020. december 3-i dátummal a Wayback Machine-ben, a meghatározott indikációra ezáltal minősítik át gyógyszerré.